# ایلمتال-واینشتراسه
ایلمتال-واینشتراسه (به آلمانی: Ilmtal-Weinstraße) یک شهر و و در آلمان است که در وایمارر لاند واقع شده‌است. ایلمتال-واینشتراسه ۴٬۶۳۸ نفر جمعیت دارد.